# Liste des directeurs du Théâtre de la Monnaie
Ceci est une liste de tous les directeurs, maîtres de ballet et chorégraphes en résidence au théâtre de la Monnaie à Bruxelles.

## De la création à 1981
| Années | Directeurs                                                                             | Maîtres de ballet                                                                        | Composition des troupes (saisons)                                                                                                 |
| ------ | -------------------------------------------------------------------------------------- | ---------------------------------------------------------------------------------------- | --- |
| 1700   | Gio Paolo Bombarda                                                                     | Pierre Deschars                                                                          | |
| 1702   | Domenico Lorenzoni et Giuseppe Contri                                                  |                                                                                          | |
| 1704   | Gio Paolo Bombarda                                                                     |                                                                                          | |
| 1705   | Jean Barrier, dit Fonpré                                                               | ?                                                                                        | 1705-1706 |
| 1706   | Joseph de Pestels                                                                      | Pierre Dubreuil ?                                                                        | |
| 1708   | Francesco-Paolo D'Angelis                                                              |                                                                                          | |
| 1710   | Jean-Baptiste Grimberghs                                                               | ?                                                                                        | |
| 1715   | Jacques Vigoureux Duplessis                                                            |                                                                                          | 1715 |
| 1716   | Bruno-Emmanuel de Beaulieu                                                             |                                                                                          | |
| 1721   | Louise Dimanche                                                                        |                                                                                          | |
| 1722   | Thomas-Louis Bourgeois                                                                 | Reymond                                                                                  | |
| 1724   | Marianne Dujardin                                                                      | ?                                                                                        | 1724 — 1725 |
| 1727   | Antonio Maria Peruzzi                                                                  |                                                                                          | |
| 1728   | Joachim Landi                                                                          |                                                                                          | |
| 1730   | Jean-Richard Le Roux, dit Durant                                                       |                                                                                          | |
| 1731   | Joseph Bruseau de La Roche                                                             |                                                                                          | |
| 1733   | François Moylin, dit Francisque                                                        |                                                                                          | |
| 1734   | Nicolas Huau                                                                           |                                                                                          | |
| 1736   | Pierre-Antoine Gourgaud, dit Dugazon                                                   |                                                                                          | |
| 1738   | Louis Desjardins, dit Beaupré / François-Hyacinthe Ribon                               |                                                                                          | |
| 1740   | Pierre-Jacques Ribou de Ricard                                                         |                                                                                          | |
| 1743   | Joseph Uriot / Charles Plante et Jeanne Belhomme                                       |                                                                                          | |
| 1744   | Jean-Baptiste Grimaldi, dit Nicolini                                                   |                                                                                          | |
| 1745   | Jean-Nicolas Servandoni, dit D'Hannetaire                                              |                                                                                          | |
| 1746   | Charles-Simon Favart                                                                   | Billioni                                                                                 | 1746-1748 |
| 1749   | Jean-Benoît Leclair / Giovanni Francesco Crosa / Hus frères                            |                                                                                          | |
| 1750   | Duc d'Arenberg, duc d'Ursel et marquis de Deynze                                       |                                                                                          | |
| 1752   | Jean-François Fieuzal, dit Durancy                                                     | François La Comme / Julien / Lemaire                                                     | 1753-1754 — 1754-1755 |
| 1755   | Jean-Nicolas Servandoni, dit D'Hannetaire                                              | Louis Devisse / Jean-Claude Lescot / Jean-Baptiste Pitrot                                | |
| 1759   | Léopold-Ignace Gourville                                                               | Joubert / Laurent Felicini / Jean-Baptiste Hus                                           | 1761-1762 — 1762-1763 |
| 1763   | Charliers de Borchgravenbroeck, Pierre Gamond et Van Maldere                           | Charles Bernardy / Billioni                                                              | 1766-1767 |
| 1767   | D'Hannetaire et les « Comédiens associés »                                             | Saint-Léger                                                                              | 1767-1768 |
| 1772   | Ignaz Vitzthumb et Louis Compain                                                       | Laurent Bocquet                                                                          | 1772-1773 — 1773-1774 — 1774-1775 — 1775-1776                                                                                     |
| 1776   | Ignaz Vitzthumb                                                                        | Auguste Fisse                                                                            | 1776-1777 |
| 1777   | Louis-Jean Pin, Alexandre Bultos et Sophie Lothaire                                    | Auguste Fisse / Louis Baland / Pierre-Jean Gambu                                         | 1779-1780 — 1780-1781 — 1781-1782 — 1782-1783                                                                                     |
| 1783   | Alexandre et Herman Bultos                                                             | Jean Malter, dit Hamoir / Devos / Le Fèvre                                               | 1783-1784 — 1784-1785 — 1785-1786 — 1786-1787                                                                                     |
| 1787   | Herman Bultos                                                                          | Jacques-Philippe Ledet                                                                   | 1787-1788 — 1789-1790 |
| 1791   | Herman Bultos et Jean-Pierre-Paul Adam                                                 |                                                                                          | 1791-1792 — 1792-1793 |
| 1793   | Marguerite Brunet dite Mlle Montansier                                                 | (pas de ballet)                                                                          | |
| 1794   | Herman Bultos et Jean-Pierre-Paul Adam                                                 | (pas de ballet)                                                                          | |
| 1796   | Jean-Joseph Galler                                                                     | (pas de ballet)                                                                          | |
| 1798   | Marc d'Oberny et J.-F. Cussy dit Champmêlé                                             | (pas de ballet)                                                                          | |
| 1799   | Louis-François Ribié                                                                   | (pas de ballet)                                                                          | |
| 1801   | Joseph-Auguste Dubus                                                                   | (pas de ballet)                                                                          | 1801-1802 — 1802-1803 — 1803-1804 — 1804-1805 — 1805-1806 — 1806-1807 — 1807-1808 — 1808-1809 — 1809-1810 — 1810-1811             |
| 1811   | Gilles-Jean-Benoît Lecatte, dit Folleville                                             | (pas de ballet)                                                                          | |
| 1815   | Pierre-Louis Stapleton, dit Eugène Hus                                                 | Eugène Hus                                                                               | |
| 1816   | Joseph-Auguste Dubus                                                                   | Eugène Hus / Jean-Louis Oudart                                                           | |
| 1818   | Jean-Baptiste-Sauveur Gavaudan                                                         |                                                                                          | |
| 1819   | Claude Wolf, dit Bernard                                                               | Jean-Antoine Petipa                                                                      | |
| 1823   | Joseph Langle                                                                          |                                                                                          | |
| 1831   | Charles Laffillé                                                                       | Victor Bartholomin                                                                       | |
| 1833   | Claude-Charles Cartigny                                                                |                                                                                          | |
| 1835   | Bernard-Léon jeune, dit Bernard                                                        | Pierre-Joseph Degreef / Pierre-Jean Aniel                                                | |
| 1838   | Pierre Lemoigne                                                                        | Albert                                                                                   | |
| 1840   | Charles-Louis-Joseph Hanssens, Louis Jansenne, Charles Guillemin et Louis Van Caneghem | Pierre-Joseph Degreef / Jean-Antoine Petipa / Antoine Appiani                            | |
| 1847   | Auguste Nourrit                                                                        | Jean-Baptiste Barrez                                                                     | |
| 1848   | Édouard Duprez et Eugène Massol                                                        | Adrien-Julien Renoux, dit Adrien                                                         | |
| 1849   | Adolphe Grognier, dit Jean-Baptiste Quélus                                             | Henri Desplaces                                                                          | |
| 1850   | Charles-Louis Hanssens                                                                 |                                                                                          | |
| 1852   | Théodore-C.-A. Bauduin, dit Letellier                                                  | Victor Bartholomin / Adrien                                                              | |
| 1858   | Adolphe Grognier, dit Jean-Baptiste Quélus                                             | Henri Desplaces                                                                          | |
| 1861   | Théodore-C.-A. Bauduin, dit Letellier                                                  | Henri Justamant / Hippolyte Monplaisir / Adolphe Vincent / Joseph Mazilier / Alfred Lamy | |
| 1869   | Jules-Henry Vachot                                                                     | Pierre Hus / Eugène Chapuis / Joseph Hansen                                              | |
| 1872   | François-Hippolyte Avrillon                                                            | Lucien Petipa                                                                            | |
| 1873   | Auguste Deloche, dit Campocasso                                                        | Joseph Hansen                                                                            | |
| 1875   | Oscar Stoumon et Édouard-Fortuné Calabresi                                             | Alfred Lamy / Joseph Hansen / Oscar Poigny                                               | |
| 1885   | Camille-Henry-Joseph Verdhurdt                                                         | Joseph Hansen                                                                            | |
| 1886   | Joseph Dupont et Alexandre Lapissida                                                   | Gaetano Saracco                                                                          | |
| 1889   | Oscar Stoumon et Édouard-Fortuné Calabresi                                             | Lafont                                                                                   | 1889-1900 |
| 1900   | Maurice Kufferath et Guillaume Guidé                                                   | Gaetano Saracco / François Ambrosiny                                                     | 1900-1901 — 1901-1902 — 1902-1903 — 1903-1904 — 1904-1905 — 1905-1906 — 1906-1907 — 1907-1908 — 1908-1909 — 1909-1910 — 1910-1911 |
| 1918   | Maurice Kufferath                                                                      |                                                                                          | |
| 1920   | Maurice Corneil de Thoran, Jean Van Glabbeke et Paul Spaak                             |                                                                                          | |
| 1943   | Maurice Corneil de Thoran                                                              | Marthe Coeck                                                                             | |
| 1953   | Joseph Rogatchewsky                                                                    | Nicolas Zverev / Jean-Jacques Etchevery                                                  | |
| 1959   | Maurice Huisman                                                                        | Paul Goubé / (Maurice Béjart)                                                            | |

## Après 1981
Après 1981, La Monnaie ne nomme plus des maîtres de ballet, mais choisit des chorégraphes en résidence.
| Années | Directeurs         | Chorégraphes en résidence    |
| ------ | ------------------ | ---------------------------- |
| 1981   | Gérard Mortier     | Maurice Béjart / Mark Morris |
| 1992   | Bernard Foccroulle | Anne Teresa De Keersmaeker   |

## Après 2007
Après 2007, La Monnaie ne choisit plus des chorégraphes en résidence. Mais Rosas et Anne Teresa De Keersmaeker continuent a occuper une partie importante de la programmation danse à la Monnaie.
| Années | Directeurs             |
| ------ | ---------------------- |
| 2007   | Peter de Caluwe        |
| 2025   | Christina Scheppelmann |